# Oberea heudei
Oberea heudei là một loài bọ cánh cứng trong họ Cerambycidae.